# Hégésippe Moreau
Pour les articles homonymes, voir Moreau.
Ne doit pas être confondu avec Hégésippe Simon.
Pierre-Jacques Roulliot, dit « Hégésippe Moreau », est un écrivain, poète et journaliste français, né le 8 avril 1810 à Paris où il est mort le 20 décembre 1838.

## Biographie
Inscrit à l’état civil sous le nom de Pierre-Jacques Roulliot, il porte dès son enfance le nom de son père naturel et adopte le pseudonyme d’Hégésippe en publiant ses premiers vers à Paris en 1829. Il utilise également le nom de plume d’Alphonse Dardenne.
Son père, Claude-François Moreau, né à Poligny (Jura) en 1756, nommé professeur au collège de Provins (Seine-et-Marne) en 1810, meurt de tuberculose le 16 mai 1814. Sa mère, Marie Roulliot — née le 12 mars 1774, inscrite à l’état civil de Cluny (Saône-et-Loire) sous le nom de Jeanne-Marie Rouillot — se place chez Madame Guérard, de Provins, qui recueille Hégésippe, alors âgé de quatre ans. Sa bienfaitrice lui fait commencer ses études au collège de Provins, puis, la famille ayant quitté la ville pour la campagne, il est placé au petit séminaire de Meaux, puis à celui d’Avon (près de Fontainebleau). Il y apprend la mort de sa mère le 5 février 1823, elle aussi décédée de tuberculose.
Dans sa préface aux Œuvres de Hégésippe Moreau, Sainte-Beuve affirme qu’il « fit [à Avon] ses études, d’excellentes études classiques, sans oublier les vers latins qu’il variait et tournait sur tous les rythmes d’Horace. »
À sa sortie du séminaire d'Avon, en 1828, Hégésippe Moreau entre en apprentissage, comme correcteur, chez un imprimeur de Provins, M. Lebeau. La fille de M. Lebeau, Louise, est celle que Hégésippe Moreau appelle sa « sœur » et à laquelle il dédie ses contes. Cette année-là, Charles X, revenant d’un voyage que lui avait fait faire M. de Martignac, passe par Provins, et selon Sainte-Beuve, « à cette occasion, Moreau écrit sa chanson patriotique qui a pour titre : Vive le roi ! et pour refrain : Vive la liberté ! »
Hégésippe Moreau retourne à Paris à cette époque et, sur les conseils de M. Lebrun, il adresse à M. Didot son Épître sur l’imprimerie. Hégésippe Moreau est embauché à l’imprimerie Didot, rue Jacob à Paris.
Peu après juillet 1830, M. Lebrun est nommé à la direction de l’Imprimerie royale. Il cherche à y faire entrer Hégésippe Moreau, mais ce dernier a déjà quitté l’imprimerie Didot ; d'après Sainte-Beuve, il « suivait dès lors une autre voie, et il n’était pas de ceux qui se laissent protéger aisément. »
Hégésippe Moreau participe aux journées de juillet 1830. Il devient maître d’étude, mais abandonne vite ce qui n’est « pas une carrière » (Sainte-Beuve) ; il vit en bohème, de faim et de poésie.

En 1833, après une hospitalisation, il revient en convalescence à Provins, chez Mme Guérard. Il entreprend de lancer un journal en vers, Diogène, sur le modèle de La Némésis de Barthélemy. Mais, pour Sainte-Beuve : 

« Le talent qu’il y montra ne put sauver une telle publication partout très-aventurée, et qui l’était surtout au milieu des rivalités et des susceptibilités d’une petite ville. Il avait eu beau faire appel à toute la contrée de Brie et de Champagne, et s’écrier “Qu’il me vienne un public ! ma poésie est mûre”, le public répondit peu. Le poète blessa et aliéna ceux même qui l’avaient d'abord soutenu. Il eut finalement un duel, et dut s’en revenir bientôt à Paris, désappointé de nouveau et irrité comme après un échec. »

De 1834 à 1838, il vit de nouveau à Paris, quelque temps en colocation, notamment dans le quartier Latin avec les poètes Louis-Agathe Berthaud (1810-1843) et Jean-Pierre Veyrat (1810-1844), ou seul dans une grande misère ; et, d'après Sainte-Beuve, 

« au moment où il venait de trouver un éditeur pour ses vers, et où le Myosotis, publié avec luxe (1838) et déjà loué dans les journaux, allait lui faire une réputation, [il] entrait sans ressource à l’hospice de la Charité et y mourait [de tuberculose] le 20 décembre 1838, renouvelant l’exemple lamentable de Gilbert et faisant un pendant trop fidèle au drame émouvant de Chatterton, dont l'impression était encore toute vive sur la jeunesse. »

Poète mal compris, mal-aimé, Hégesippe Moreau reste un poète attachant du XIXe siècle, mort trop jeune, tombé dans l’oubli, même si une rue parisienne porte son nom, dans le XVIIIe arrondissement (la rue Hégésippe-Moreau) ainsi qu'à Avon (Seine-et-Marne), Aubervilliers et Provins. Eugène Vermersch, poète lui aussi méconnu, lui consacrera tout de même une Ode.  Hégésippe Moreau aurait-il écrit de grandes œuvres ? Walter Benjamin parle positivement de fragments de son œuvre publiée.
Évoquant sa mort en 1838 à l'hôpital de la Charité, le critique littéraire Émile Faguet (1847-1916) pouvait écrire : "Il mourut là, s'ajoutant au cortège funèbre, infiniment cher à l'humanité, des poètes morts jeunes, restés enfants, pour qui la vie fut dure et dure la mort, parce que ce tour même d'esprit et d'imagination qui les faisait poètes les rendait absolument incapables de comprendre les conditions de la vie et de méditer pratiquement sur la mort."

## Tombe au cimetière du Montparnasse

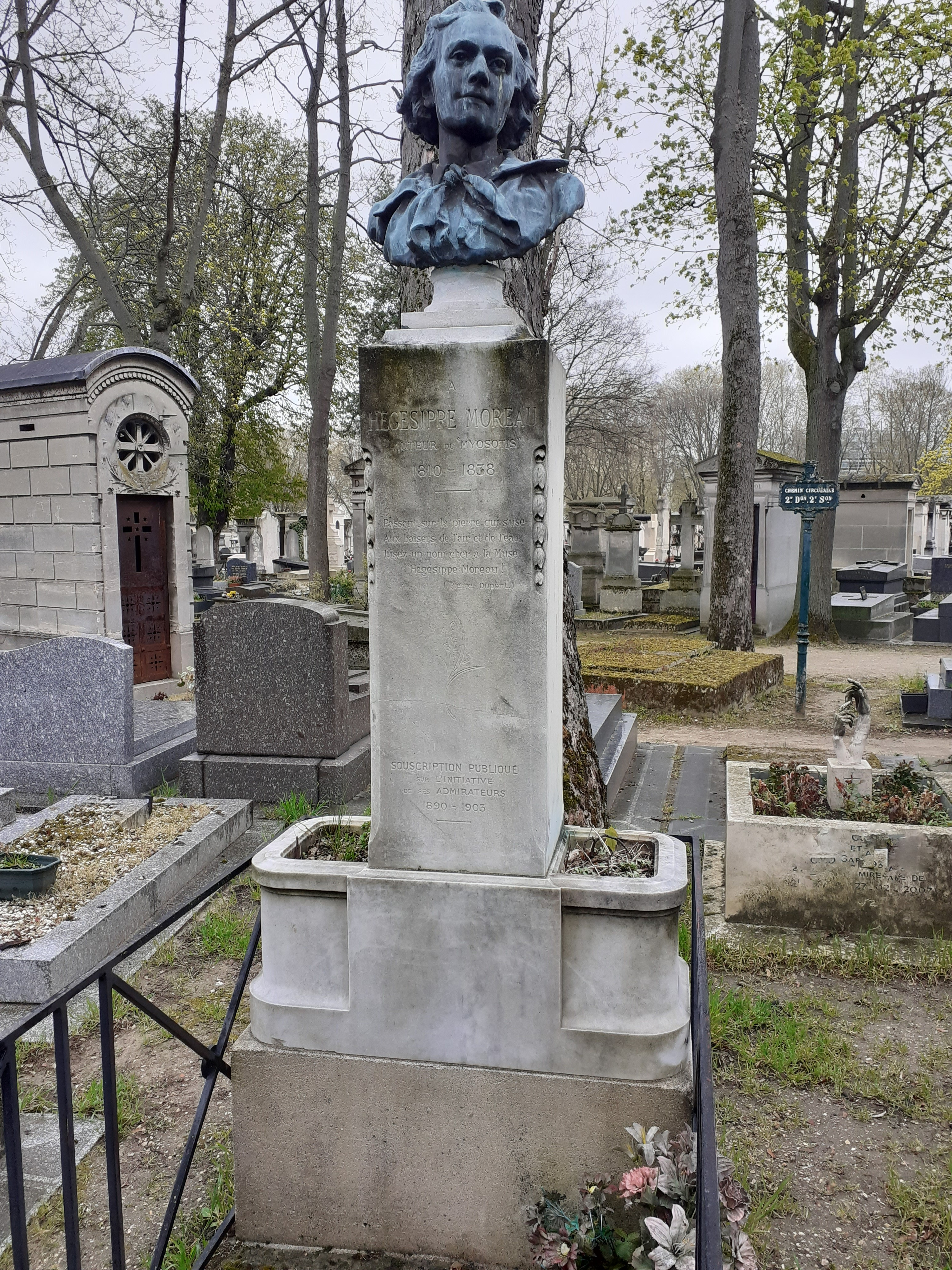
Tombe
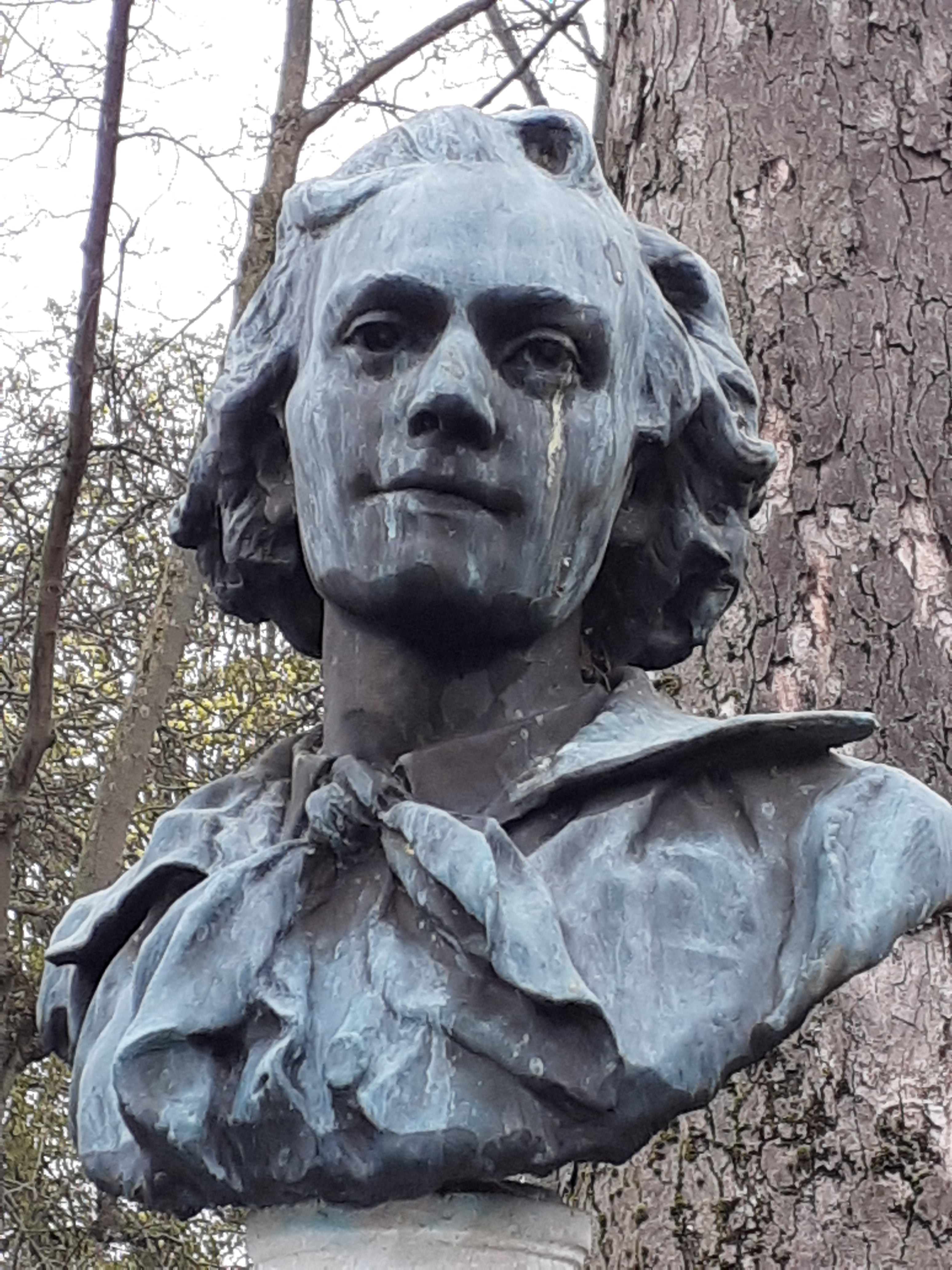
Buste
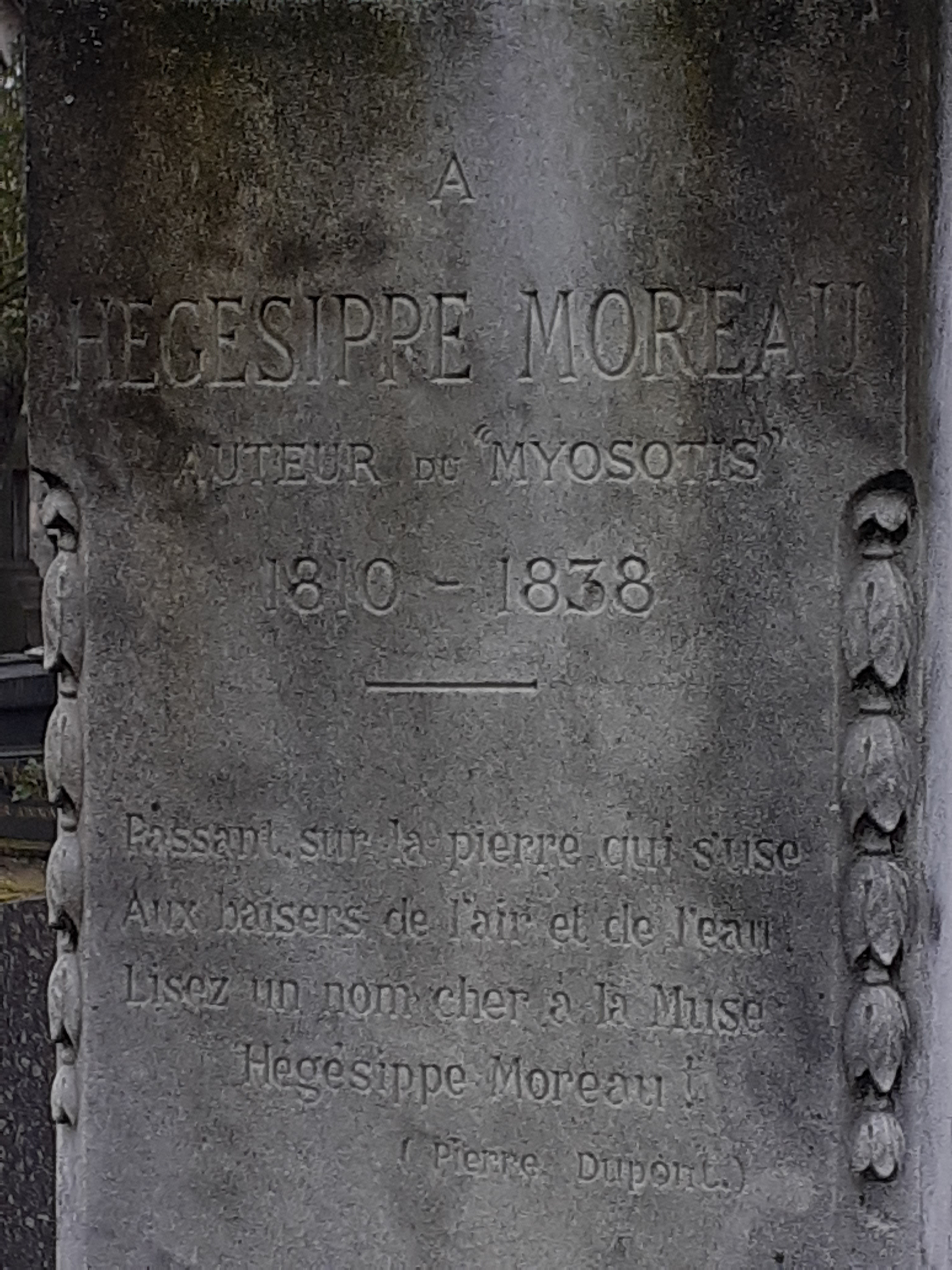
Inscription
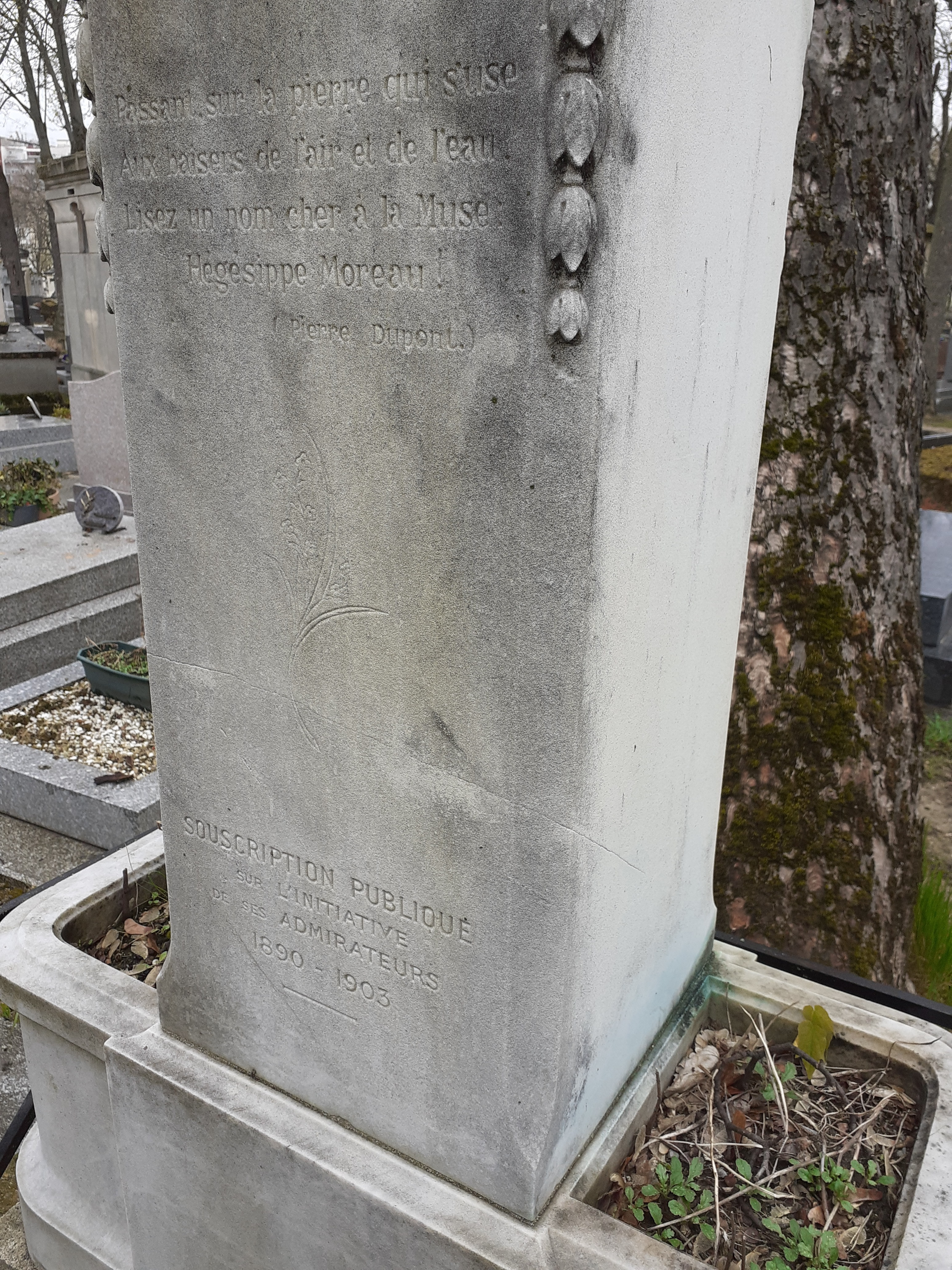
Inscription (suite)

Détail de la stèle :
A
HEGESIPPE MOREAU
AUTEUR DU "MYOSOTIS"
1810 - 1838
______
Passant sur la pierre qui s'use
Aux baisers de l'air et de l'eau
Lisez un nom cher à la Muse :
Hégésippe Moreau !
(Pierre Dupont.) 

SOUSCRIPTION PUBLIQUE
SUR L'INITIATIVE
DE SES ADMIRATEURS
1890 - 1903
______'

### Recueils
- Le Myosotis, petits contes et petits vers ; Desessart, Paris, 1838

Recueil de poèmes et de contes dont les Contes à ma sœur.
- Œuvres de Hégésippe Moreau[3], préface de Sainte-Beuve ; Garnier Frères, Paris, 1881
- Contes à ma sœur ; Petite Collection rose ; Librairie A. Lemerre, Paris (sans date) ; 166 + ii pages ; 7,2 sur 10,8 cm ; comprend :
  - Le Gui de chêne
  - La Souris blanche
  - Les Petits Souliers
  - Thérèse Sureau
  - Le Neveu de la fruitière
- Contes à ma sœur, avec notices et notes par E. Gœpp ; A. Lemerre, Paris, 1889 ; comprend :
  - Contes à ma sœur
    - Le Gui de chêne
    - La Souris blanche (illustrations de Jean Martin ; Librairie Geldage, Paris, 1929)
    - Les Petits Souliers
    - Thérèse Sureau
    - Le Neveu de la fruitière

  - Poésies
    - Un Souvenir à l'hôpital
    - La Fermière
    - Sur la Mort d'une cousine de sept ans Poème mis en musique par Georges Brassens pour Les Compagnons de la chanson.
    - La Voulzie

### Contes
- Le Neveu de la fruitière, 1re parution dans le Journal des Enfants en 1836. Ce texte ne figure pas dans l’édition originale du Myosotis mais dans la seconde édition de 1840 donnée par Paul Masgana.
- M. Scribe à l’Académie, 1re parution dans La Psyché, no  du 28 janvier 1836
- Jeanne d’Arc, 1re parution dans le Journal des Demoiselles du 15 mai 1836. Ce texte ne figure pas dans l’édition originale du Myosotis mais dans l’édition des œuvres complètes de 1890 donnée par A. Lemerre.
- Les Petits Souliers , 1re parution dans le Journal des demoiselles en avril 1836
- La Dame de cœur, 1re parution dans Le petit Courrier des Dames, no  du 20 septembre 1836, avec ce sous-titre « Extrait des confessions d’un vieil enfant, ouvrage inédit »
- Le Gui de chêne, 1re parution dans le Journal des demoiselles en janvier 1837 sous le titre « Macaria ou Les Héraclides »
- Thérèse Sureau, 1re parution dans la Psyché en janvier 1837 sous le titre « La dixième muse »
- La Souris blanche, 1re parution dans le Journal des demoiselles en janvier 1837

### Biographies et études
- Camille Noé Marcoux, Louis-Agathe Berthaud (1810-1843), prolétaire et bohème des lettres : le parcours d'un écrivain républicain sous la monarchie de Juillet - Fragments d'une vie suivis d'un Catalogue raisonné de ses œuvres, mémoire de master 2 en histoire contemporaine réalisé sous la direction de M. Jean-Claude Caron, Clermont-Ferrand, université Blaise Pascal, 2014, 822 p., p. 237–241 (chapitre « 1833-1834: Deux grands hommes de province à Paris ») et p. 273–274 (chapitre « 1835-1837: Sur les flots de la littérature quotidienne »)
- Claudine De La Mata, Gilbert, Malfilâtre, Hégésippe Moreau et quelques autres poètes maudits… : Thèse pour le doctorat de 3e cycle ; Spécialité : Littérature française ; présentée et soutenue en octobre 1985 ; sous la direction de Monsieur Georges Mailhos, Toulouse, Université de Toulouse Le Mirail, UER de Lettres modernes, octobre 1985; IV+264+10+VI+7pp ; illustrations, bibliographies ; contient la Biographie des auteurs morts de faim de Charles Colnet du Ravel, 1813.
- Octave Vignon, Hégésippe Moreau, Sa vie : Son œuvre, t. I, Provins, Société d’histoire et d’archéologie de l’arrondissement de Provins (S.-et-M.), 1966, 240 p. Préface de M. Jean Fabre, professeur à la Sorbonne ; ouvrage publié avec le concours du Centre national de la recherche.
- Octave Vignon, Hégésippe Moreau, Sa vie : Son œuvre, t. II, Provins, Société d’histoire et d’archéologie de l’arrondissement de Provins (S.-et-M.), 1966, 265 p.; ouvrage publié avec le concours du Centre national de la recherche scientifique.
- Georges Benoit-Guyod, La vie maudite de Hégésippe Moreau, Paris , 75, rue Dareau (XIVe), Éditions Jules Tallandier, 22 février 1945, 251 p.
- Georges Maze-Sencier, "Hégésippe Moreau", in Les Vies closes, Paris, Perrin & Cie, 1902, p. 87–105